# Perje (Románia)
Perje (románul: Pria) falu Romániában, Szilágy megyében.

## Fekvése
A Kraszna forrásvidékén, a Meszes-hegység északnyugati végében, Zilahtól 38 kilométerre délnyugatra fekszik.

## Nevének eredete
Neve a perje szóból származik. Először 1481-ben, Alsoperye és Felsewperye, majd 1614-ben Perieh, 1733-ban pedig Pereia alakban írták.

## Története
Alsó- és Felsőperje 1481-ben és a 16. században a valkói váruradalomhoz tartozott. A két, később egyesült Kraszna vármegyei falut a 15. századtól egészen a 19. századig a Bánffy család birtokolta. A 17. század elején elpusztultak, és egységes faluként települtek újra. 1733-ban tizenkét román család, 1750-ben 247 görögkatolikus lakta, 1808-ban 53 régi és 38 új (volt zsellérek számára kiosztott) jobbágytelket és a Bánffy család öt tagját írták össze. 1876-ban Szilágy vármegyéhez csatolták.
Kazinczy Ferenc 1816-os átutazása után a következő sorokat írta a faluról: „A hely egy beszkedi faluhoz hasonlít s elfelejtett nyugalmas szegénység képét viseli. Hosszan nyúlt, noha nem nagy, s dombjairól sok apróbb patakok zuhogva ömlenek a nagyobba, mely a helységen végig fut. Feküdne Helvétiában a hely, Gessner nem pirult volna kalendáriumi része közzé felvenni s ismerné egész Európa. Az ökröket befogták anélkül, hogy mi az oláhokhoz s az oláhok mi hozzánk szólanának, mi, mert látánk képeiken, hogy nyelvünket nem értik, ők a nekik tulajdon rettegésök miatt. Szánás érzéseit támasztá bennünk látások.”
1850-ben 724 görögkatolikus román lakta.
1910-ben 1228 lakosából 1192 volt román és 36 magyar anyanyelvű; 1177 görögkatolikus, 24 zsidó, 15 ortodox és 12 református vallású.
2002-ben 515 lakosából 470 volt román és 45 cigány nemzetiségű; 488 ortodox, 13 pünkösdista és 9 görögkatolikus vallású.

## Nevezetességek
- A 997 méter magas Perjei Magura Szilágy megye legmagasabb hegycsúcsa.
- A patak bal partján, egy dombon áll 1750-ben épült fatemploma.
- Május második vasárnapján a juhbemérés ünnepe.[2]

## Híres emberek
- Itt született 1930-ban Victor Gaga szobrászművész.

## Képek

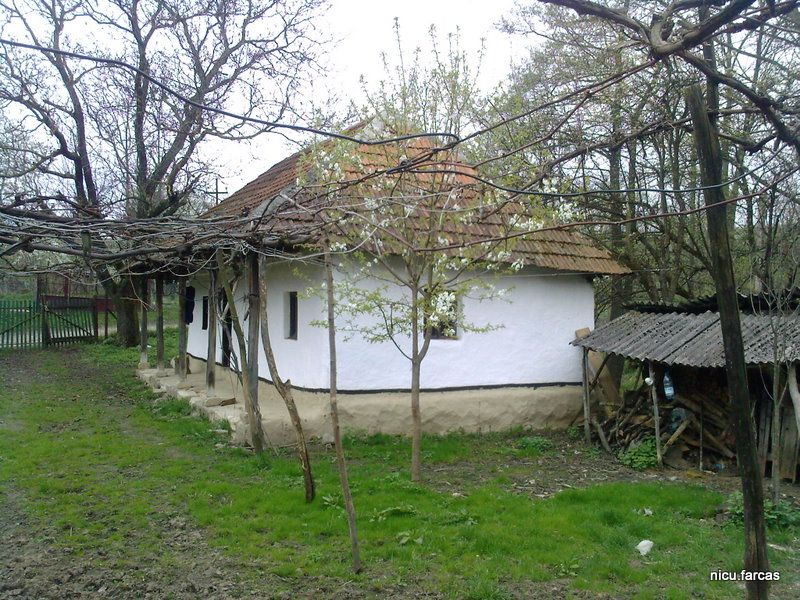
Kétosztatú, 1914-ben épült parasztház
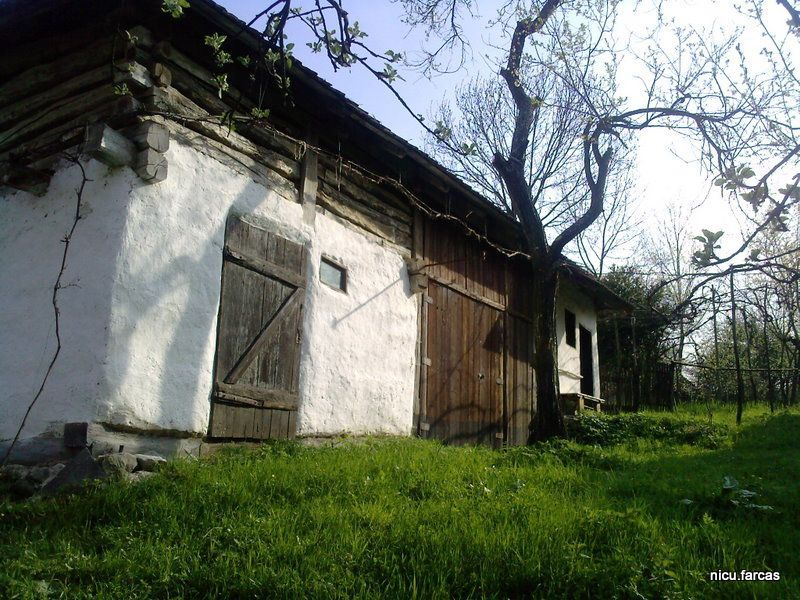
Gazdasági melléképületek
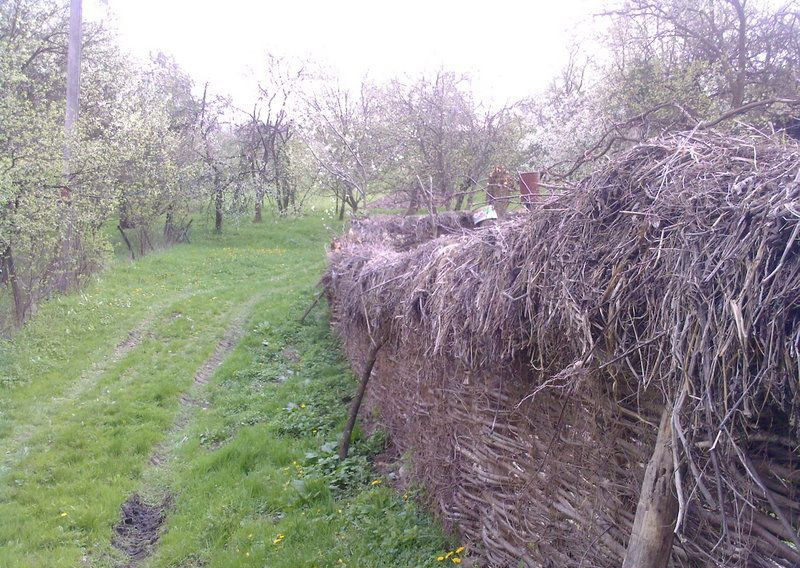
Fonott kerítés